# Steckerlfisch
Lo Steckerlfisch (dal bavarese Steckerl, bastoncino, e fisch, pesce) è un piatto tipico della cucina della prealpi bavaresi e dell'alta Austria, presente frequentemente nei Biergarten o nelle feste campestri.
Tradizionalmente venivano utilizzati pesci d'acqua dolce come coregoni, cavedani o abramidi, ma col tempo si sono affermati anche pesci d'allevamento quali trote e salmerini, ma anche di mare come lo sgombro.
Il pesce, dopo essere stato eviscerato, viene marinato intero in olio, spezie ed aglio; viene poi infilzato per tutta la sua lunghezza con un bastoncino (tradizionalmente di salice), e messo a cuocere di norma posto obliquamente a testa in giù sopra la brace. Durante la cottura viene bagnato con la stessa marinatura oppure con del burro, in modo che la pelle risulti croccante.
Viene servito con Brezel o pane bianco.